# Matteo Berselli
Matteo Berselli (nachgewiesen von 1708 bis 1721) war ein italienischer Opernsänger und Kastrat, der für seine sehr hohe Sopranstimme bekannt war, und auch in Dresden und London wirkte.

## Leben
Winton Dean vermutet, dass Matteo Berselli aus Venedig stammte, wo er 1709 und 1710 seine ersten nachweisbaren Opernauftritte hatte, unter anderem als Eudemo in Albinonis Il tradimento tradito (UA: 5. Januar 1709), neben Santa Cavalli und dem Tenor Giovanni Paita. Wenn dies Bersellis Operndebüt war, fällt auf, dass er trotz seiner hohen Sopranstimme dabei in einer Männerrolle auftrat und nicht als Frau, wie es bei jungen Kastraten oft üblich war. Er sang außerdem in Venedig in Opern von Francesco Gasparini.
Seine Karriere führte ihn an Opernhäuser in ganz Italien, darunter Bologna (1712), Reggio nell’Emilia (1713), Florenz (1715) und Mailand (1715). In Rom sang er 1714 im Teatro Capranica die Partien des Quinto Fabio in Gasparinis Lucio Papirio (UA: 27. Januar) und des Domiziano in Antonio Caldaras Tito e Berenice (UA: 8. Januar). Auch 1716 war er in Rom, als Ernando in Mancinis Vincislao (UA: 2. Februar 1716), und in der Titelrolle von Gasparinis Il Ciro (UA: 15. Februar 1716). Auch hierbei ist festzustellen, dass Berselli trotz des römischen Auftrittsverbots für Frauen ausschließlich in Männerrollen auftrat.
Noch im gleichen Jahr 1716 reiste er nach Neapel und wirkte dort in mehreren Opern mit, darunter Alessandro Scarlattis La virtù trionfante (UA: 3. Mai 1716), neben dem berühmten Alt-Kastraten Senesino (Francesco Bernardi) und Margherita Durastanti.
Zusammen mit diesen beiden Sängern und mit Santa Stella, Vittoria Tesi und dem Bassisten Giuseppe Maria Boschi gehörte Berselli dann von 1717 bis 1720 zu dem Ensemble von italienischen Sängern, das am Dresdner Hof in Antonio Lottis Opern Giove in Argo, Ascanio, und Teofane und in Ristoris Cleonice auftrat; Für dieses Engagement erhielt er (insgesamt) eine Summe von 4500 Talern; dazu wurde ihm eine Kutsche zur Verfügung gestellt.

Dass Berselli eine für seine Zeit ungewöhnlich hohe Tessitura besaß, belegt unter anderem die für ihn komponierte Partie des Adelberto in Lottis Teofane, die ein hohes d’’’ verlangt. Nach Johann Joachim Quantz, der 1719 in Dresden zum ersten Mal mit italienischen Opern zu tun hatte, besaß der Sopranist sogar noch ein paar Töne mehr in der Höhe. Quantz zählte Berselli zu den bemerkenswertesten („merckwürdigsten“) Sängern, welche er in Dresden gehört hatte, sparte aber andererseits auch nicht mit Kritik:

„Berselli hatte eine angenehme, doch etwas dünne, hohe Sopranstimme, deren Umfang sich vom eingestrichenen c, bis ins dreygestrichene f, mit der größten Leichtigkeit sich erstreckte. Hierdurch setzte er die Zuhörer mehr in Verwunderung, als durch die Kunst des Singens. Im Adagio zeigte er wenig Affect, und im Allegro ließ er sich nicht viel in Passagien ein. Seine Gestalt war nicht widrig, die Action aber auch nicht feurig.“

Quantz berichtet, dass es bei einer Probe zur Oper Flavio Crispo zu einem Streit zwischen dem Komponisten Heinichen mit Berselli und dessen Kollegen Senesino kam, welche sich darüber beklagten, dass bei einer für Berselli gedachten Arie die musikalische Vertonung des Textes ungeschickt oder unsinnig war. Angeblich war es dieser Streit (und insbesondere Senesinos Verhalten), der zur Entlassung der italienischen Sänger aus Dresden geführt haben soll.
Auch Georg Friedrich Händel hatte Berselli 1719 in Dresden gehört und versuchte, ihn zusammen mit den anderen Sängern nach London für die Royal Academy of Music abzuwerben. Der Sopranist erreichte die englische Hauptstadt im Herbst 1720, sang jedoch nur eine einzige Saison am King’s Theatre. Sein englisches Debüt hatte er als Nino in Giovanni Bononcinis L’Astarto. Des Weiteren hatte er Auftritte als Tigrane in der zweiten, überarbeiteten Fassung von Händels Radamisto. Um Bersellis Stimme ins rechte Licht zu rücken, schrieb Händel vier vollkommen neue Arien und behielt von den früheren Stücken nur eine einzige bei („La sorte, il ciel“  im 2. Akt). In der von Amadei, Bononcini und Händel komponierten Oper Muzio Scevola (UA: 15. April 1721) sang er den Orazio. Die einzige Arie, die Händel darin für Berselli komponierte (im 3. Akt), fand Charles Burney „die gefälligste und angenehmste aller charmanten Sicilianas von Händel“ („the most pleasing and agreeable of all Handel’s charming Sicilianas“). Burney war auch davon überzeugt, dass der Sänger hoch in Händels Gunst gestanden haben müsse, weil er Berselli nicht weniger als 6 ad libitums und adagios zur freien Improvisation und Ausschmückung überließ.
Weitere Rollen Bersellis in London waren: Megabise in der Oper Arsace von Orlandini und Amadei, und Ciro in L' odio e l'amore von Bononcini (UA: 20. Mai 1721)
Nach diesen Auftritten verliert sich die Spur des Sängers, auch sein Todesdatum ist bisher nicht bekannt.